# Barbara Sobotta
Marija Sobotta (dekliški priimek Lerczak, poročena Janiszewska), poljska atletinja, * 4. december 1936, Poznanj, Poljska, † 20. november 2000, Krakov, Poljska.
Nastopila je na olimpijskih igrah v letih 1956, 1960 in 1964, leta 1960 je osvojila bronasto medaljo v štafeti 4×100 m, ob tem še peto in šesto mesto v teku na 200 m. Na evropskih prvenstvih je osvojila naslov prvakinje v teku na 200 m leta 1958 in štafeti 4x100 m leta 1962, v obeh disciplinah je osvojila še bronasto medaljo.